# 230765 Alfbester
230765 Alfbester è un asteroide della fascia principale. Scoperto nel 2003, presenta un'orbita caratterizzata da un semiasse maggiore pari a 3,0830873 UA e da un'eccentricità di 0,1261627, inclinata di 8,19842° rispetto all'eclittica.